# Coordinadora Nacional para la Reducción de Desastres
La Coordinadora Nacional para la Reducción de Desastres —CONRED— de Guatemala es una entidad del gobierno de Guatemala, creada para prevenir los desastres o reducir su impacto en la sociedad, y para coordinar esfuerzos de rescate, atender y participar en la rehabilitación y reconstrucción de los daños causados por los desastres.
 La gestión diaria se lleva a cabo por la Secretaría Ejecutiva de CONRED, también conocida como SE-CONRED.
CONRED es responsable para la evaluación de riesgos potenciales, desastres inminentes o reales, sobre la base de información proporcionada por el Instituto Nacional de Sismología, Vulcanología, Meteorología e Hidrología (INSIVUMEH), así como para declarar estados de alerta. Una vez que se haya declarado un desastre, es responsable para la coordinación multisectorial de los esfuerzos de rescate y reconstrucción.
CONRED forma parte de una red centroamericana de agencias gubernamentales de emergencia conocida como el Centro de Coordinación para la Prevención de los Desastres Naturales en Centroamérica —CEPREDENAC—, creada en 1993 en el contexto del Sistema de la Integración Centroamericana —SICA—.

## Misión
Asumir plenamente el compromiso de servir a la sociedad cumpliendo la función coordinadora que implica convocar a todos,  tiempo y en todo lugar, para producir una cultura de reducción de vulnerabilidades y de reacción consciente, inmediata y eficaz frente a fenómenos externos susceptibles de afectarla.

## Visión
Constituir el centro de convergencia de la aptitud nacional para la prevención, vigilancia y respuesta a los fenómenos naturales y sociales que pongan en riesgo a las comunidades en sus bienes más valiosos: la vida, integridad física y propiedades, que constituyen fundamento de la paz íntima y cotidiana de las agrupaciones humanas.

## Función
El trabajo de CONRED consiste en reunir a todos los participantes, brindarles información confiable, exacta y oportuna, establecer mecanismos de comunicación eficiente y proporcionar una metodología adecuada para la reducción de desastres. 

### ¿Qué hace en la fase de Prevención y Mitigación?
Se dedica a:
1. Es el ente Rector del Tema de la Gestión de Reducción de Riesgo en Guatemala.
2. Guías Municipales de Reducción de Riesgo a Desastres.
3. Incidir en los Consejos de Desarrollo Regional, Departamental, Municipal y Local, en el enfoque de Reducción de Riesgos a Desastres.
4. Elaboran la fase inicial del informe CEPAL, de daño y pérdida.
5. El nuevo enfoque de la institución es la reducción de riesgo a los desastres y la migración.
6. La creación de Unidades de Gestión de Riesgo en lo sectorial y territorial.
7. Se impulsa la campaña de Ciudades Resilientes.
8. Elaboración del Informe de País, del Marco de Acción Hyogo y otros dentro de la temática
9. Organizar, capacitar, apoyar y supervisar a las comunidades en todo el territorio Nacional para que sepan cual es el tipo de prevención que deben de hacer, no sólo ser primeros respondedores.
10. Establecer los mecanismos, procedimientos y normas que propicien la reducción de desastres, a través de la coordinación interinstitucional en todo el territorio Nacional.
11. Implementar en las instituciones públicas su organización, políticas y acciones para mejorar la capacidad de su coordinación interinstitucional en las áreas afines a la reducción de desastres de su conocimiento y competencia e instar a las privadas a perseguir idénticos fines.
12. Elaborar planes de emergencia de acuerdo a la ocurrencia y presencia de fenómenos naturales o provocados y su incidencia en el territorio Nacional.
13. Elaborar Evaluaciones de Habitabilidad.
14. Elaborar Evaluaciones de Riesgo.
15. Emplear Sistemas de alerta temprana y su organización, para monitoreo de cuencas, Huracanes, Tormentas Tropicales, Deslizamientos. 
16. Elaborar planes y estrategias en forma coordinada con las instituciones responsables para garantizar el restablecimiento y la calidad de los servicios públicos vitales en casos de desastres.
17. Elaborar mapas de vulnerabilidades.
18. Impulsar y coadyuvar al desarrollo de los estudios multidisciplinarios, científicos, técnicos y operativos sobre la amenaza, vulnerabilidad y riesgo para la reducción de los efectos de los desastres, con la participación de las Universidades, Instituciones y personas de reconocido prestigio.
19. Diseñar e implementar sistemas de alerta temprana que permitan monitorear el territorio nacional.
20. Planificar y organizar talleres de formación en temas relacionados al manejo de desastres.
21. Impartir cursos de capacitación a centros educativos, empresas e instituciones.
22. Coordinar la implementación de medidas que eviten en lo posible los daños (prevención) y que reduzcan las pérdidas (mitigación).
23. Declarar de Alto Riesgo cualquier región o sector del país con base en estudios y evaluación científica y técnica de vulnerabilidad y riesgo para el bienestar de vida individual o colectiva.
24. Evaluaciones con los Equipos Phantom y Ergo, en apoyo a los Geólogos de la Se-Conred.

### ¿Qué hace durante una emergencia?
1. Activar el Centro de Operaciones de Emergencia y el Sistema Nacional de Enlaces Interinstitucionales.
2. Coordinar las acciones de respuesta ante un desastre, con el objetivo primordial de salvar vidas humanas, bienes materiales y aliviar el sufrimiento de nuestra población ante la ocurrencia de un desastre
3. Decretar niveles de alerta institucionales.
4. Decretar niveles de alerta pública.
5. Proponer al Presidente de la República la declaratoria de Estado de Desastre o de otra jerarquía de acuerdo con la gravedad del caso.
6. Sugerir al Organismo Ejecutivo la adopción de las medidas señaladas en la Ley de Orden Público.
7. En casos de Calamidad Pública, solicitar al Organismo Ejecutivo, por medio del Ministerio de Finanzas Públicas, los fondos que sean necesarios.
8. Mantener al público, autoridades y medios de comunicación informados sobre la situación y las medidas a adoptar.
9. Centralizar la distribución de la información oficial en el Centro de Operaciones de Emergencia.
10. Supervisar y apoyar la labor de las Coordinadoras Regionales, Departamentales, Municipales y Locales

### ¿Qué hace después de una emergencia?
1. Coordinar la rehabilitación de los servicios públicos vitales.
2. Coordinar los esfuerzos de reconstrucción, incorporando en éstos medidas de prevención y mitigación.
3. Coordinar la gestión, obtención y distribución de la ayuda proporcionada por la cooperación internacional.
4. Presentar ante el Ministerio Público las denuncias sobre las infracciones a la Ley de CONRED y su Reglamento en caso que los hechos denunciados fueren constitutivos de delito o faltas.

## ¿Cómo se integra CONRED?
Está integrada por él:
- El Consejo Nacional para la Reducción de Desastres

- La Junta y Secretaría Ejecutiva para la Reducción de Desastres

- Las Coordinadoras Regionales, Departamentales, Municipales y Locales

## ¿Cómo se coordina CONRED?
Su trabajo de coordinación consiste en centralizar todos los esfuerzos multisectoriales en diversas partes del país, antes, durante y después de un evento adverso, a través de:
- Coordinadoras Locales para la Reducción de Desastres, COLRED
- Coordinadoras Municipales, COMRED
- Coordinadoras Departamentales, CODRED
- Coordinadora Regionales CORRED
- A nivel nacional la CONRED

## Historia y eventos atendidos

### 1969
A raíz del paso del Huracán Francelia desde la costa Atlántica hasta el lado Pacífico del territorio nacional, se organiza en Guatemala, el Comité Nacional de Emergencia -CONE-. Este comité es organizado a partir del 8 de septiembre de 1969 por medio de un acuerdo gubernativo, estuvo a cargo de coordinar la respuesta al desastre luego de que el mencionado huracán provocara daños a la infraestructura y red vial, arrastrara los puentes Achiguate y Pantaleón y dejara más de 500 muertos. 
Primer Presidente del CONE: General Doroteo Reyes Santacruz
Coordinador General: Coronel José Romeo Pereira Flores.

### 1970
Inundaciones ocasionadas por el invierno
Coordinador General: Coronel Carlos Federico Pellecer Méndez

### 1971
Creación de Decreto Ley para otorgar carácter permanente al CONE

### 1974
Paso del Huracán Fifí
Fuerte erupción del Volcán de Fuego
Inundaciones en Puerto Barrios 
Desbordamiento de los ríos Motagua y San Francisco
COORDINADOR: General José Guillermo Echeverría Vielman

### 1975
Inundación del Puerto San José al desbordarse los ríos Achiguate y Guacalate
Rehabilitación de 100 viviendas por incendio en la Colonia La Ruedita, zona 3 de Ciudad de Guatemala

### 1976
Terremoto del 4 de febrero, a las 3:33 a. m. de 7.5 grados en la escala de Richter 

### 1977
Erupción del Volcán de Fuego

### 1985
Inundaciones ocasionadas por el invierno.
Terremoto local en San Miguel Uspantán, Quiché.
Apoyo al sistema de localización de personas y tráfico de mensajes por el terremoto en México.
Traslado de la población de El Palmar, Quetzaltenango, debido a erupción del Volcán Santiaguito.
Implementación del Plan de Emergencia Nacional y Plan de Contingencia para cada evento natural y/o artificial.
Construcción de 6 hangares para bodegas, 1 pozo de agua potable, 1 tanque elevado de 25 mil galones.

### 1987
Deslizamiento de tierra en Valparaíso, La Democracia, Huehuetenango. Ante esta situación se implementaron 4 albergues para más de 5,000 evacuados y se coordinó la rehabilitación de carreteras y servicios vitales.
Creación del Centro de Coordinación para la Prevención de Desastres Naturales en América Central —CEPREDENAC—, cuya sede se estableció en Guatemala.
Desbordamiento de ríos Pantaleón y Coyolate.
Coordinador General: Teniente Coronel Juan Ismael Morales López

### 1989
Fuertes lluvias.
Accidente aéreo en la Colonia El Rodeo, zona 7.
Capacitación a comunidades de las faldas del Volcán Santiaguito.
Curso Vulcanológico de CEPREDENAC. Prácticas realizadas en el Área de Santa María Santiaguito.
Coordinador General:
Coronel Julio Caballeros Signé
Coronel Luis Francisco Ríos Mejía
Coronel Emilio Arturo Batres Luna

### 1991
Terremoto en San Miguel Pochuta, Chimaltenango.
Organización de comités departamentales, municipales y locales de emergencia a nivel nacional.
Capacitación a personal docente para respuesta inmediata en caso de movimientos telúricos.
Coordinador General: Coronel Alfredo García Gómez

### 1994
Inicio de proyecto ley para la transformación del CONE a CONRED
Coordinador General: Coronel Marco Antulio Fuentes Maldonado

### 1996
El Congreso de la República emitió el Decreto Ley 109-96 que crea la COORDINADORA NACIONAL PARA LA REDUCCIÓN DE DESASTRES —CONRED— que implica a la transformación del CONE en la Junta y Secretaría Ejecutiva de la CONRED. Esta transformación permite que la institución se fortalezca en la etapa de prevención de desastres, sin descuidar la etapa de respuesta que le fue encomendada desde sus inicios en 1969.

### 1999
Consolidación de la transformación CONE-CONRED con el Decreto Ley 109-96 y se asigna el presupuesto.
Organización y capacitación de Coordinadoras Departamentales, Municipales y Locales para la elaboración de planes de contingencias en las zonas de riesgo por fenómenos hidrometeorológicos.
Consolidación del Proyecto de Alerta Temprana.
Fortalecimiento de la organización y capacitación comunitaria.
Red de radio comunicación CEPREDENAC-ASDI
Ejecución del proyecto RELSAT en la cuenca del Río Samalá, Retalhuleu, en cooperación de ECHO-GITZ-CEPREDENAC.
Implementación de Sistemas de Información Geográfica —SIG—
Erupciones del Volcán Pacaya.
Coordinación Interinstitucional para Atención y Respuesta a incendios forestales. 
Creación del teléfono de información para emergencias 119
Equipamiento, compra y funcionamiento de vehículos livianos y pesados.
Compra de equipo de cómputo y radiocomunicación.
Inicio de remodelación de las instalaciones para el Centro de Operaciones de Emergencia —COE—
Inicio de proyecto MAGA-BID/ CONRED de Alerta Temprana por inundaciones de las cuencas de los ríos Achiguate, María Linda, Polochic y Motogua.
Ampliación de la Red Nacional de Radiocomunicación con cobertura nacional.
Accidente aéreo de Cubana de Aviación.

### 2000
Erupciones del Volcán Pacaya y de Fuego
Desbordamiento de los Ríos Achiguate, Acomé, Pantaleón, El Naranjo y Coyolate.
Construcción de borda de protección ante desbordamiento del Río Samalá en San Sebastián, Retalhuleu con apoyo de la Agencia de Cooperación Alemana -GTZ-
Equipamiento
de oficinas centrales y coordinadoras departamentales.
Elaboración
del Plan Nacional de Respuesta.
Implementación
de sistemas redundantes: Plantas generadora de energía eléctrica,
uso de telefonía celular satelital.
Implementación
de Red Local en plataforma Lotus Domino.
Reingeniería
de las Gerencias de CONRED.
Elaboración
del proyecto “Manejo de un Centro de Operaciones de Emergencia”
MACOE con el apoyo de ODA/USAID/FEMA.
Creación
del Sistema Nacional de Enlaces Interinstitucional para la respuesta
a emergencias en el COE.

### 2001
Equipamiento e inauguración de las instalaciones del Centro de Operaciones de Emergencia —COE—.

### 2005
Tormenta Tropical Stan 

### 2008
DT-16,
Deslizamiento La Unión, Zacapa

### 2009
Deslizamiento en Cerro Los Chorros, Alta Verapaz 
Influenza A H1N1

### 2010
Erupción Volcán Pacaya 
Tormenta Tropical Agatha

### 2011
DT-12E

### 2012
Deslizamiento zona 1 de Mixco
Erupción volcán de Fuego
Fuerte sismo en San Marcos
2013
Heladas en San Marcos
Fuerte Vientos
2014
Heladas en San Marcos
Sequía prolongada
Fuertes Lluvias
Sismo del 7 de julio
2015
Heladas en San Marcos
Erupción Volcán de Fuego
Mar de Fondo en costas del Pacífico Guatemalteco
2018
Erupción Volcán de Fuego: Afectando a tres departamentos en específico Escuintla, Chimaltenango, Sacatepequez
volcandefuego.info

## SISMICEDE
Con el objetivo de realizar acciones eficaces y eficientes en la atención de emergencias, CONRED trabaja bajo el mando del Sistema de Manejo de Información en Caso de Emergencia o Desastre —SISMICEDE—, el cual es un sistema óptimo de bases de datos que registra, almacena y preprocesa la información de relevancia para la atención oportuna y efectiva de eventos que pueden desencadenarse en desastres, poniendo a disposición de los tomadores de decisión la información necesaria para su adecuada gestión.
Su objetivo es asesorar a los diferentes tomadores de decisión, en todos los niveles, proporcionando información ordenada, que es generada desde las sedes regionales, delegados o instituciones que integran el Sistema CONRED constantemente actualizada y verificada, por un equipo experto que trabaja las 24 horas los 365 días del año.
Guatemala es pionero en la región en manejar esta herramienta, con información categorizada y ordenada para análisis y acciones a implementar, permite el seguimiento de todos los eventos llevando un registro cronológico de todas las actividades realizadas desde su generación hasta su cierre, en todas las etapas del manejo de desastres, desde la prevención, mitigación, respuesta hasta la recuperación.

## Redes sociales
Conscientes
que las redes sociales son un eje transversal de información en la
actualidad, la Secretaría Ejecutiva de la Coordinadora Nacional para
la Reducción de Desastres –SE-CONRED- tiene a la disposición:
https://www.facebook.com/conredgt
https://twitter.com/ConredGuatemala
https://www.youtube.com/user/conredgt
https://www.instagram.com/conredgt/
https://www.flickr.com/photos/conred/